# Lina Gjorcheska
Lina Gjorcheska (Macedonisch: Лина Ѓорческа) (Tetovo, 3 augustus 1994) is een tennisspeelster uit Noord-Macedonië. Zij speelt rechtshandig en heeft een tweehandige backhand. Zij is actief in het internationale tennis sinds 2011.

## Loopbaan

### Enkelspel
Gjorcheska debuteerde in 2011 op het ITF-toernooi van Nyíregyháza (Hongarije). Zij stond in 2012 voor het eerst in een finale, op het ITF-toernooi van Arad (Roemenië) – hier veroverde zij haar eerste titel, door de Slowaakse Viktória Maľová te verslaan. Tot op heden(september 2024) won zij dertien ITF-titels, de meest recente in 2023 in Kuršumlijska Banja (Servië).
In 2016 speelde Gjorcheska voor het eerst op een WTA-hoofdtoernooi, op het toernooi van Limoges, waar zij als lucky loser was ingeroosterd. Zij verloor haar openingspartij van de Belgische Maryna Zanevska. Tot op heden(september 2024) won zij twee keer een WTA-partij, eenmaal op het toernooi van Bol 2017 en andermaal op het toernooi van Lleida 2024.

### Dubbelspel
Gjorcheska behaalde in het dubbelspel betere resultaten dan in het enkelspel. Zij debuteerde in 2011 op het ITF-toernooi van Prokuplje, samen met de Servische Isidora Radojković. Zij stond in 2012 voor het eerst in een finale, op het ITF-toernooi van Iraklion, samen met de Griekse Despoina Vogasari – zij verloren van het Tsjechische duo Martina Borecká en Petra Krejsová. Later dat jaar veroverde Gjorcheska haar eerste titel, op het ITF-toernooi van Arad (Roemenië), samen met de Slowaakse Viktória Maľová, door het Roemeense duo Alexandra Damaschin en Patricia Maria Țig te verslaan. Tot op heden(september 2024) won zij 47 ITF-titels, de meest recente in 2023 in Hechingen (Duitsland).
In 2017 kwalificeerde Gjorcheska zich voor het eerst voor een WTA-hoofdtoernooi, op het toernooi van Biel/Bienne, samen met de Russin Anastasija Komardina. Zij stond twee maanden later voor het eerst in een WTA-finale, op het toernooi van Bol, samen met de Bulgaarse Aleksandrina Naydenova – zij verloren van het koppel Chuang Chia-jung en Renata Voráčová.

### Tennis in teamverband
In de periode 2015–2024 maakte Gjorcheska deel uit van het Noord-Macedonische Fed Cup-team – zij behaalde daar een winst/verlies-balans van 27–5.

## Posities op deWTA-ranglijst
Positie per einde seizoen:
| jaar | rang enkelspel | rang dubbelspel |
| ---- | -------------- | --------------- |
| 2011 | 1068           | –               |
| 2012 | 669            | 453             |
| 2013 | 575            | 432             |
| 2014 | 404            | 334             |
| 2015 | 353            | 266             |
| 2016 | 200            | 138             |
| 2017 | 264            | 268             |
| 2018 | 424            | –               |
| 2019 | 443            | 208             |
| 2020 | 347            | 225             |
| 2021 | 266            | 206             |
| 2022 | 295            | 416             |
| 2023 | 189            | 326             |

## Palmares
| Legenda                 |
| ----------------------- |
| Grandslamtoernooi       |
| Olympische Spelen       |
| Year-End Championships  |
| Premier Mandatory       |
| Premier Five / WTA 1000 |
| Premier / WTA 500       |
| International / WTA 250 |
| Challenger / WTA 125    |

### WTA-finaleplaatsen enkelspel
geen

### WTA-finaleplaatsen vrouwendubbelspel
| nr.              | finale     | toernooi      | ondergrond | partner                | tegenstandsters                      | score            |         |
| ---------------- | ---------- | ------------- | ---------- | ---------------------- | ------------------------------------ | ---------------- | ------- |
| gewonnen finales |            |               |            |                        |                                      |                  |         |
| geen             |            |               |            |                        |                                      |                  |         |
| verloren finales |            |               |            |                        |                                      |                  |         |
| 1.               | 2017-06-11 | WTA Bol       | gravel     | Aleksandrina Naydenova | Chuang Chia-jung Renata Voráčová     | 4-6, 2-6         | details |
| 2.               | 2024-09-14 | WTA Ljubljana | gravel     | Jil Teichmann          | Nuria Brancaccio Leyre Romero Gormaz | 7-5, 5-7, [7-10] | details |